# Ла Форначе (Парма)
Ла Форначе је насеље у Италији у округу Парма, региону Емилија-Ромања.
Према процени из 2011. у насељу је живело 50 становника. Насеље се налази на надморској висини од 195 м.